# Rodoszi johannita uralom
A rodoszi johannita uralom 1310. augusztus 15-én kezdődött, amikor a Jeruzsálemi Szent János Ispotályos Lovagrend elfoglalta Rodoszt. Az Égei-tengeri sziget 1522-ig, a sikeres török ostromig volt a johanniták központja.
A rend első központja Jeruzsálem volt, onnan a város eleste (1187) után Margatba, majd Akkóba költöztek. 1291-ben onnan is távozniuk kellett. Ciprusra költöztek, ahol birtokaik voltak, de II. Henrik ciprusi király ellenséges magatartása miatt új központot kellett keresniük. Erre a célra a termékeny Rodoszt nézték ki, amely Anatóliához való közelsége miatt kiváló kiindulási pont volt a muzulmánok elleni harchoz. 1306. június 23-án Foulques de Villaret nagymester és serege megtámadta a szigetet, amelyet 1310-ben sikerült teljesen elfoglalni.
A következő éveket a rend és a keresztény kereskedők, elsősorban a genovaiak és a velenceiek vitái határozták meg, mivel a johanniták felléptek a muzulmánokkal folytatott árucsere ellen. Ezzel párhuzamosan az ispotályosok megkezdték az Anatólia nyugati partjain elhelyezkedő kisebb emirátusok kikötőiből induló muzulmán hajók elleni akciókat is. A rend először az 1312-es amorgószi ütközetben, majd az 1319-es híoszi csatában mért vereséget a törökökre.
A rend perjelségeiben burjánzott a korrupció és a szervezetlenség, Rodosz a pápa anyagi támogatásától függött. A lovagok úsztak az adósságban, és a Rodoszon megkezdett erődítési munkák is egyre több pénzt emésztettek fel. Az ispotályosok kezdetben a hajózásban is segítségre szorultak, elsősorban a genovaiakéra. Az egész évszázadban ritkán tudtak három-négy gályánál többet adni egy-egy hadjáratba. Mindezek ellenére 1334 őszén a Szent Liga soraiban harcoltak az edremiti csatában, majd elfoglalták Leszboszt, 1337-ben pedig visszaszerezték Koszt. Komoly szerepet vállaltak Szmirna bevételében és megtartásában.
Az 1350-es éveket a keresztény hatalmak versengése és az Oszmán Birodalom terjeszkedése jellemezte.
A rend 1365-ben részt vett az Alexandria elleni hadjáratban, majd 1376-ben partra szállt Epiruszban. Az utóbbi, az ispotályosok első önálló akciója, súlyos kudarccal zárult. Az évszázad végén a Peloponnészoszon próbálták megakadályozni a török térnyerést. A 15. század elején nagy erődépítések kezdődtek Rodoszon, amelyek aztán az egész évszázadot jellemezték.
A latin keresztény területek jelentős csökkenésével párhuzamosan felértékelődött Rodosz. Egyre több kereskedő használta bázisként. Eközben a rend összetétele is megváltozott, és jelentősen csökkent a francia nyelv tagjainak aránya. Rodosz a muzulmánok és a keresztény kereskedők elleni kalóztámadások kiindulópontja lett. A támadások miatt gyakran keveredtek vitába a velenceiekkel és a genovaiakkal. A kalózakciók súlyos károkat okoztak a Mamlúk Birodalomnak, amellyel a rend hol szövetségben, hol ellenséges viszonyban volt. A mamlúkok 1444-ben sikertelenül ostromolták meg Rodoszt.
1453 tavaszán elesett Konstantinápoly. A város és a Bizánci Birodalom bukása egyértelművé tette, hogy alapvetően fognak megváltozni a viszonyok térségben, amelyet egyértelműen a keresztények uraltak a 11. és a 15. század között. II. Mehmed ambíciói ugyanis hatalmasak voltakː azt akarta, hogy a világon „egy birodalom, egy hit és egy hatalom” legyen. Ettől kezdve a lovagok életét az ostromra való készülés és a pénzhiány határozta meg.
A szultán flottája 1480. május 23-án horgonyzott le Rodosz előtt. Az ostrom csaknem három hónapon át tartott, és a védők sikerét hozta. A következő másfél évtized viszonylagos nyugalomban telt, mivel a lovagok békét kötöttek a törökökkel, annak vállalásával, hogy őrzik a trónkövetelő Dzsem herceget. Az ellenségeskedés a 16. század elején kiújult, és 1522. június 28-án I. Szulejmán megkezdte a város ostromát. A hat hónapos öldöklés végén a szultán engedte távozni a magukat megadó lovagokat, akik Máltán alakították ki új központjukat.

## Előzmények
A lovagrendet a 11. század közepén alapította néhány Amalfiban élő kereskedő Jeruzsálemben, azzal a céllal, hogy menedéket nyújtsanak a Szentföldre érkező zarándokoknak. A templomot és kórházat Keresztelő János oltalmába ajánlották, és az ott szolgálók Ispotályos Testvériség néven híresültek el. Először csak a zarándokok ápolása és a szegények segítése volt a céljuk.

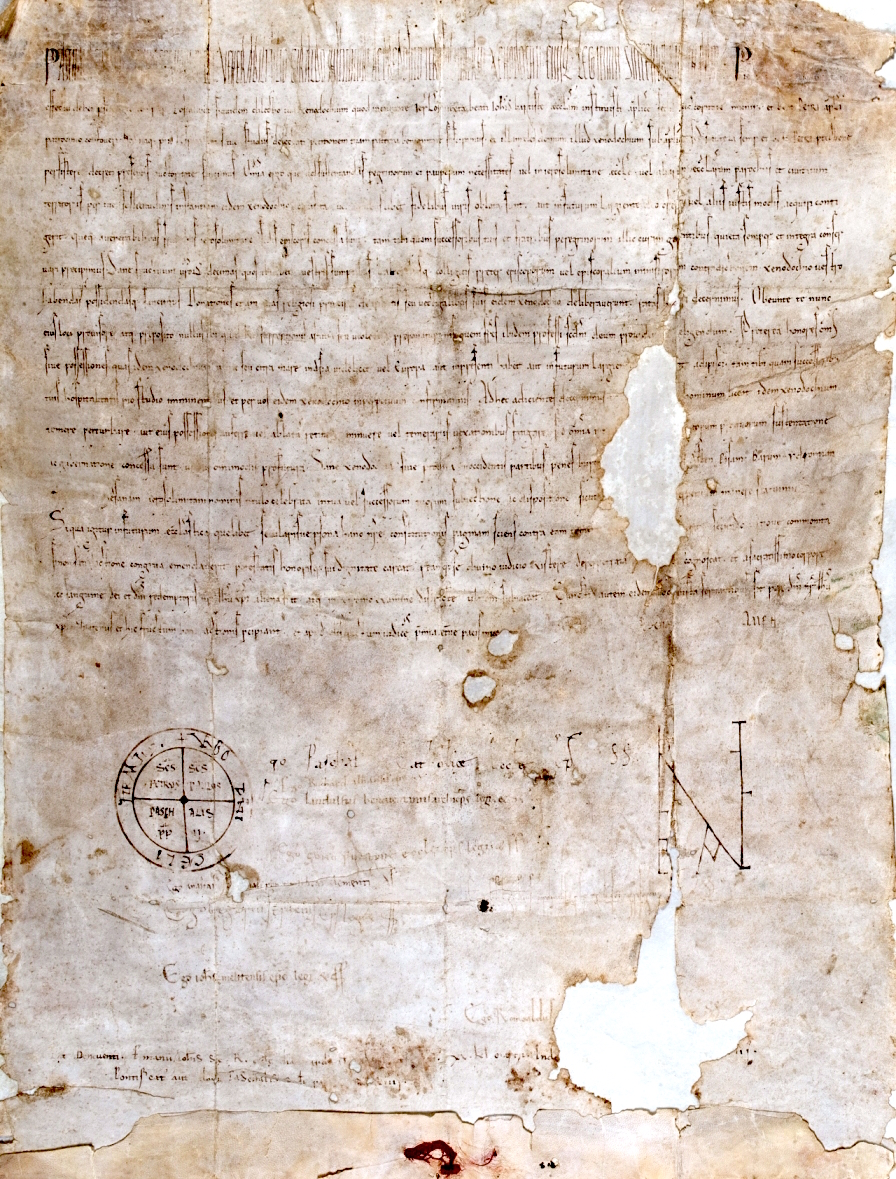
II. Paszkál pápa 1113-as bullája

A 12. század elején, az első keresztes hadjárat kezdeti sikere után ápolási-katonai renddé alakultak, és az elesettek védelmezése mellett felesküdtek a keresztény hit védelmére is. II. Paszkál pápa 1113-ban ismerte el hivatalosan rendi tevékenységüket. Miután Jeruzsálem 1187-ben elesett, a rend Margatba, később  Akkóba tette át székhelyét, majd 1291-ben onnan is távoznia kellett.
A lovagrend megmaradt tagjai, köztük Jean de Villiers, az ostromban megsebesült nagymester, a ciprusi Lemeszószba költöztek át, ahol birtokaik voltak. II. Henrik ciprusi király nem örült az érkezésüknek. Adóvitáik támadtak, és az uralkodó megtiltotta, hogy a lovagok újabb birtokokat szerezzenek a szigeten. A rend olyan kevés pénzhez jutott, hogy csak II. Jakab aragóniai király és II. Károly nápolyi király segítségével tudott élelmiszert, lovakat és takarmányt vásárolni. A johannitákat cselekvésre sarkallta a templomosok ellen indított leszámolás, és úgy döntöttek, önálló birodalomra van szükségük. Erre a célra a termékeny Rodoszt nézték ki, amely Anatóliához való közelsége miatt kiváló kiindulási pont volt a muzulmánok elleni harchoz.
1306. június 23-án Foulques de Villaret nagymester két gályával, négy másik hajóval, mintegy 35 lovaggal, hat levantei lovassal és ötszáz gyalogossal kifutott Lemeszószból, hogy megtámadja a szigetet. Rodoszt csak négy év múlva, 1310. augusztus 15-én sikerült elfoglalniuk. A rend központja a következő két évszázadra Rodosz város lett. A szigeten néhány tízezer görög élt. Kis számban voltak latin keresztények is, firenzei, genovai és más kereskedők.
A rend önállóan működött, vezetője a nagymester volt, aki csak a pápának tartozott elszámolással. A nagymestert a rend 13 elektora választotta meg élethossziglan. Teoretikusan a tanáccsal együtt kormányzott, valójában csak a nagykáptalan ellenőrizhette hatalmát, amelyet néhány évente hívtak össze. A többi fontos pozíciót a nyelvek (a lovagokat anyanyelvük, származási területük alapján összegyűjtő csoportok) egymás között osztották el úgy, hogy mindegyiknek jusson komolyabb tisztség. 1312. május 2-án az Ad providam kezdetű pápai bulla az ispotályosoknak juttatta a templomosok birtokait, kivéve az Ibériai-félszigetieket.

## A 14. század első fele

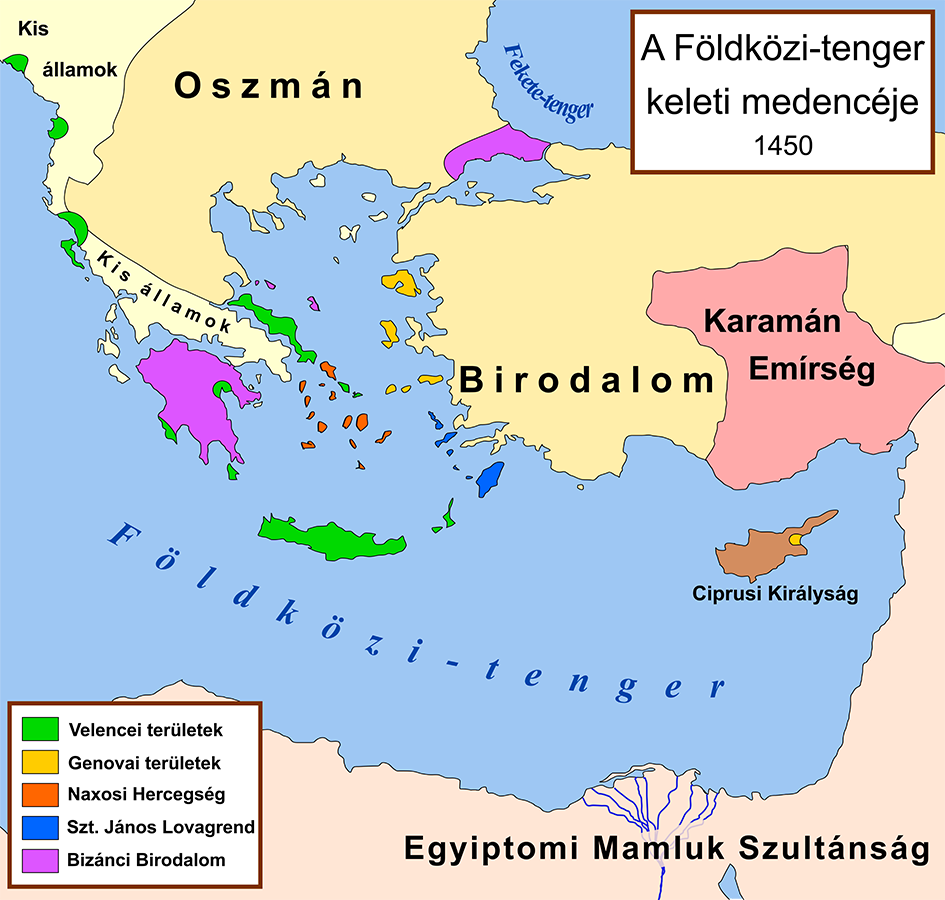
A Földközi-tenger keleti medencéje 1450 körül. Világos okkerː Oszmán Birodalom, sötét okkerː Genovai Köztársaság, zöldː Velencei Köztársaság, pirosː Nakszoszi Hercegség, kékː johanniták, lilaː Bizánci Birodalom, rózsaszínː Mamluk Szultánság, barnaː Ciprusi Királyság

A konvent és a kórház Ciprusról Rodoszra költözött. Nagyjából száz lovag és ugyanennyi fegyvernök kezdte meg a rodoszi berendezkedést. A rend 1313 májusában bejelentette, hogy görög és török kézben lévő földeket koboz el Rodoszon és a szárazföldön, amelyeket olyan katolikus családoknak ad, amelyek cserébe vállalják a katonai szolgálatot a „szakadár görögök és a hitetlen törökökkel szemben.” A rend, V. Kelemen pápa elvárásának megfelelően, megkezdte a keresztények és a muzulmánok közötti kereskedelmi kapcsolatok szétzilálását. A lovagok gályái rendszeresen járőröztek a szigethez közeli vizeken, és még a Genovai Köztársaság kereskedelmi hajóit is megtámadták, pedig 1309-ben csak az ő segítségükkel tudták Rodoszt elfoglalni.
A következő éveket a rend és a keresztény kereskedők, elsősorban a genovaiak és a velenceiek vitái határozták meg, a johanniták – kitrejesztve védelmi vonalukat – 1313-ban elfoglalták például a velencei fennhatóságú Kárpáthoszt, valamint Kászosz szigetét. Ezzel párhuzamosan az ispotályosok megkezdték az Anatólia nyugati partjain elhelyezkedő kisebb emirátusok kikötőiből induló muzulmán hajók elleni akcióikat is. A rend először az 1312-es amorgószi ütközetben, majd 1319-ben a híoszi csatában mért súlyos vereséget a törökökre. 1320-ban ismét legyőzték a törököket, ezután egy évtizedig nem volt hasonló összecsapás.
Villaret, miután megszilárdította rodoszi hatalmát, zsarnokoskodni kezdett, és a rendben megjelent a korrupció. A nagymester a keresztes hadjáratok terveivel nem törődött, és a nyugat-európai perjelségektől befolyó pénz egy részét saját céljaira fordította. A rend hatalmas adósságot halmozott fel. 1317-ben a lovagok merényletet kíséreltek meg ellene, és Maurice de Pagnac-ot választották nagymesternek. XXII. János pápa nem ismerte el választásukat, de rábeszélte Villaretet a lemondásra. 1319-ben a pápa – élve különleges jogkörével – Hélion de Villeneuve-öt nevezte ki nagymesternek.
A rend perjelségeiben burjánzott a korrupció és szervezetlenség. Elvileg minden perjelségnek bevétele egyharmadát kellett volna a rend rodoszi központjába küldenie, de ez nagyon gyakran elmaradt. Az ispotályosoknak voltak birtokaik, kereskedtek és raboltak is, de állandó szükségük volt a keresztény fejedelmek támogatására, akik viszont nem adtak szívesen, mert már Rodosz elfoglalását is öncélúnak tekintették. A Rodoszon megkezdett erődítési munkák is egyre több pénzt emésztettek fel. Az első néhány évtizedben legalább húsz erődítményt emeltek.

### Hajós rend
A lovagok a hajózásban eleinte segítségre szorultak, elsősorban a genovaiakéra, hiszen korábban csak a szárazföldön harcoltak. Az évszázad közepére azonban elsajátították a tengeri harcmodort. A flottájuk kicsi volt, csak ritkán tudtak három-négy gályánál többet adni egy-egy hadjáratba, miközben a sziget védelmére csak egy-két hajójuk maradt. Ezek a gályák Genovában és Marseille-ben készültek, nagyjából 150 ember fért el rajtuk. A legerősebb része az orrfelépítmény volt, amelyből a számszeríjászok lőtték az ellenséget. A hajós szolgálat (caravan) minden lovag számára kötelező volt.
1334 őszén a rend gályái részt vettek a Szent Liga soraiban az edremiti csatában, majd elfoglalták Leszboszt, 1337-ben pedig visszaszerezték Koszt. Komoly szerepet vállaltak Szmirna bevételében és megtartásában. 1347-ben elkergették az Imbrosz-sziget ellen felvonuló törököket.
Villeneuve másfél évtizedet töltött Európában, hogy rendbe szedje a rend pénzügyeit és ténylegesen birtokba vegye a templomosok földjeit, vagyontárgyait. Visszatérése után komoly erődítési munkálatokba fogott, amelyet az 1346-ban hivatalba lépő Dieudonné de Gozon is folytatott. I. Omár szmirnai bég 1348-as halála után megritkultak a muzulmán támadások a térségben.

### Élet Rodoszon
1345-ben Rodoszon és Koszon négyszáz lovag tartózkodott, őket zsoldosok és helyi hűbéresek segítették. A lovagok Rodosz belső várában, a collachiumban éltek, amelyet fal választott el a település másik részétől, a borgótól. Néhány lovagnak saját háza volt, a többiek az aubergének (fogadónak) nevezett központi épületekben éltek, amelyek a lovagok származási területe, beszélt nyelve szerint languékba (nyelvekbe) szerveződtek. A legtöbben a francia területekről érkeztek.
A borgo latin részében éltek a jegyzők, írnokok, egyházfik, orvosok, katonák, üzletemberek és zarándokok, a másikban az ortodox hitű görögök és a zsidók. A görögök kapcsolata jó volt a lovagokkal, védelmezőként tekintettek rájuk. A kikötő gyakori megállója volt a kereskedőhajóknak és még a kalózoknak is, akik miatt IV. Hugó ciprusi király erősen neheztelt a lovagokra. A rend szövetet importált Európából, amelyet a kis-ázsiai partvidéken adott tovább, illetve cukrot exportált Itáliába és a Francia Királyságba. Az 1350-es évek elején IV. Ince pápa megpróbálta rávenni Pierre de Corneillan nagymestert, hogy a rend költözzön az ellenséghez közelebb, Szmirnába, de a johanniták nem mozdultak.

## A 14. század második fele
Az 1350-es éveket a keresztény hatalmak versengése és az Oszmán Birodalom terjeszkedése jellemezte. Indultak közös keresztény akciók a törökök ellen, ilyen volt az 1359-es megarai csata, amelyben Raymond Bérenger vezette az ispotályos hajókat. A flottának sikerült 35 török hajót felgyújtania. A Bizánci Birodalomban polgárháború robbant ki, amely megkönnyítette az oszmánok előrenyomulását. VI. Ince pápa arra használta ki az alkalmat, hogy a görögökkel elfogadtassa a latinok vezető szerepét a kereszténységben. 1354-ben a törökök elfoglalták Gallipolit, és ezzel megvetették a lábukat Európában. 1359-ben a keresztények elfoglalták a mai Lapseki helyén álló erődöt a törököktől, a harcban ötven rodoszi lovag vett részt.

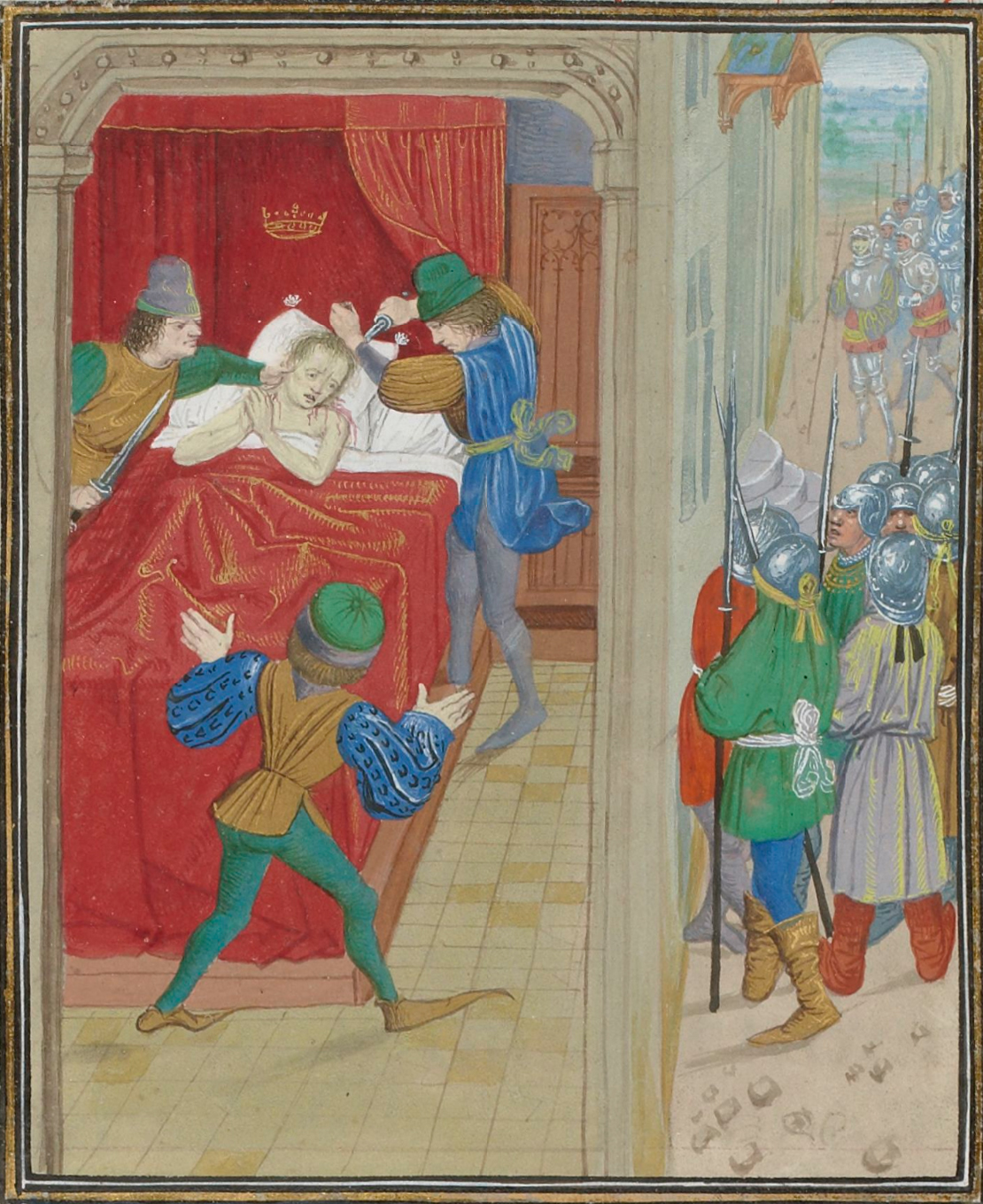
I. Péter meggyilkolása

I. Péter ciprusi király 1359-es hatalomra jutása után keresztes háborút kezdett szervezni Jeruzsálem visszafoglalására. A johanniták – a francia kapcsolat miatt – hagyományosan nyitottak volna a ciprusi ügyekre, valamint jobban megfelelt saját lovagi ideáljuknak, hogy a Szentföldért, mintsem a különböző kereskedőállamok gazdasági érdekeiért harcoljanak, így ők is csatlakoztak az akcióhoz. 1361 augusztusában négy rodoszi gálya vett részt Attalia elfoglalásában. Ezután Péter nyugatra utazott, hogy megszervezze a hadjáratot. 1365-ben Rodoszra érkezett, ahol a hajóhad gyülekezett. Október 4-én kifutott a 150 gálya, amelyek közül négy a rendé volt. Az ispotályosok néhány szállítóhajót is biztosítottak. A száz lovag parancsnoka Ferlino di Airasca lombardiai perjel volt. A cél Alexandria volt, ahol a johannita lovagok hátba támadták a védőket, így a többiek partra szállhattak.
1366 elején hírek érkezett az oszmánok és a mamelukok készülődéséről Rodosz ellen. Raymond Bérenger száz lovagot rendelt a szigetre, és sikerült pénzt szereznie ahhoz, hogy Itáliában lovakat és fegyvereket vegyenek. A támadás végül elmaradt, így a rend a következő években részt vehetett I. Péter új vállalkozásaiban, így a Kilikiai Örmény Királyság területén folytatott harcokban és a szíriai partvidék kirablásában. Az egyik csatában elesett a johannita könnyűlovasság parancsnoka, a turcopolier. 1371-ben XI. Gergely pápa egy johannita lovagot, Bertrand Flotét nevezte ki a kiskorú II. Péter ciprusi király régenstanácsának elnökévé. 1373-ban genovai felkelés tört ki a szigeten, és a johanniták nem tudtak fellépni ellene. 1375-ben a rend nem tudott mit tenni az örmények megvédése érdekében sem.
A rend tehetetlenségének oka a korrupció és a nyugati perjelségek fegyelmezetlensége volt. Egy kortárs megfigyelő, Philippe de Mézières abban látta a szervezet gondjainak gyökerét, hogy a lovagok csak azért szolgálnak négy-öt évet Rodoszon, hogy azután jó birtokokhoz és perjelségekhez jussanak Nyugat-Európában. A korrupcióban része volt VI. Ince pápának is, aki számos alkalommal saját pártfogoltjait nevezte ki fontos pozíciókba, és nem vett tudomást a konvent panaszairól. Az 1370-es években felerősödtek a viták a vezető pozíciók egyenlőtlen elosztásáról a nyelvek között. VII. Kelemen pápa nyomást gyakorolt a rendre a francia lovagok visszaszorítása érdekében. Ennek eredményeként választotta meg a nagykáptalan az aragóniai Juan Fernández de Herediát nagymesternek 1377-ben.

### Török előrenyomulás
1371. szeptember 26-án a törökök megsemmisítő vereséget mértek a szerbekre a második Marica menti csatában. Az új pápa, XI. Gergely pápa úgy döntött, hogy beveti a rendet az oszmánok ellen. Első lépésként érseki vizsgálatot rendelt el a johanniták valamennyi európai birtokán, hogy felméresse azok állapotát. Az egyházfő úgy gondolta, hogy fel kell állítani egy flottát, amely a Dardanelláknál és az Égei-tengeren száll szembe a törökökkel. 1374-ben, nem törődve a rend ellenkezésével, az ispotályosokra bízta Szmirna megtartását. Két lovagot, Bertrand Flotét és Hesso Schlegelholtzot Konstantinápolyba küldte, hogy a görögökkel egyeztessenek egy keresztes háborúról. 1375-re négyszáz lovag és fegyvernöke gyűlt össze, a legtöbben a Francia Királyságból. Tizenhét magyar lovag is volt közöttük. A finanszírozásra johannita birtokokat adtak el vagy adtak bérbe, és 24 500 aranyforintot kölcsönöztek a firenzei Alberti háztól.
1376. augusztus 10-én Robert de Juilly kihirdette a hadjáratot, amelynek célja a thébai és az athéni katalán kolóniák védelme volt. A had azonban nem tudott elindulni, mert Genova és Velence között új háború tört ki. A pápa ennek ellenére nem hagyta abba a szervezést, de 1377 nyarán az Adriai-tengert jelölte meg célpontként. A passagium (kisméretű keresztes hadjárat) Epirusz ellen indult. A johanniták partra szálltak Epiruszban, majd súlyos vereséget szenvedtek a helyi fejedelmektől. Juan Fernández de Heredia nagymester csaknem egy éven át volt albán fogságban.

### Egyházszakadás és Nikápoly

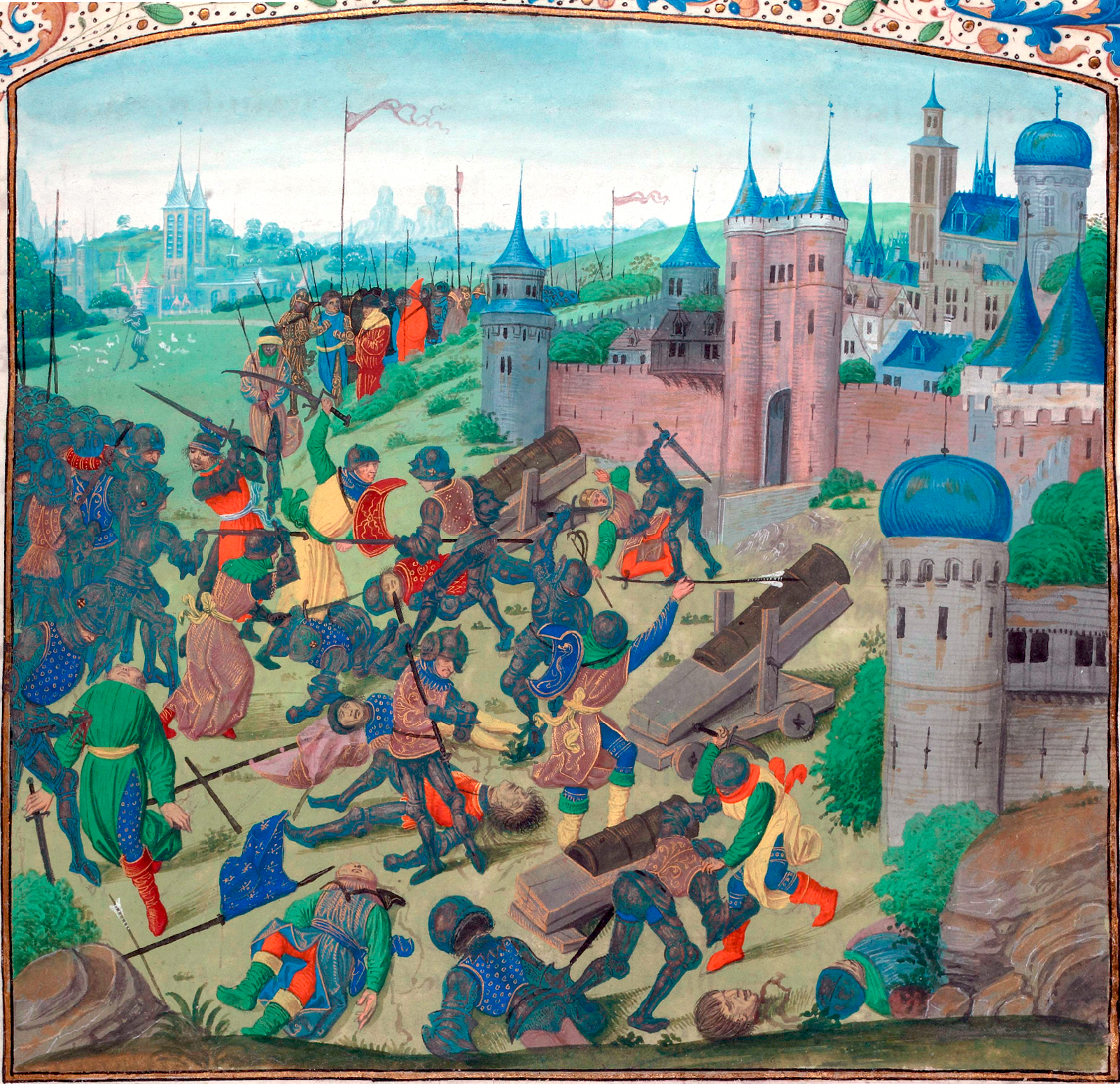
A nikápolyi csata

1378-tól a rendet is megosztotta a nagy nyugati egyházszakadás. A francia lovagok által ellenőrzött konvent az avignoni pápa mellé állt. 1381-ben egy francia lovag, Bertrin de Gagnac megpróbálta megölni az aragóniai származású Herediát. A nagymester válaszul ötven francia lovagot visszaküldött Európába.
1381 márciusában VI. Orbán pápa vizsgálatot rendelt el a rend ellen, ami ahhoz vezetett 1383 áprilisában, hogy ellen nagymesternek nevezte ki nápolyi barátját, Capua perjelét. Riccardo Caracciolo összehívott néhány nagykáptalannak nevezett találkozót Nápolyba, de kevés támogatója volt, akik elsősorban az itáliai, a gascogne-i, az angol és a német nyelvből kerültek ki. Caracciolo megpróbálta titokban megszerezni több rodoszi lovag támogatását is, de nem sikerült.
A belső háborúban még inkább meglazult a rend pénzügyi fegyelme, és egyre aggasztóbb lett a pénzhiány és a folyamatosan növekedő adósság. Ennek ellenére Juan Fernández de Heredia kénytelen volt 1381-ben növelni a szmirnai védelem támogatását, mert a kikötőváros elvesztése politikai katasztrófát jelentett volna a rendnek Nyugat-Európában. 1389-ben a 21 nyugat-európai perjelségből csak kilenc támogatta a rodoszi vezetést.
1389-ben az ambiciózus I. Bajazid lett az oszmán szultán. Az ispotályosok Kosz megerősítése érdekében egy tengeri szövetség kialakítása mellett döntöttek Ciprussal, Híosszal, Leszbosszal és Perával. Amikor a szultán serege megindult a Balkán ellen, egy csapat lovag a Fekete-tengerről felhajózott a Dunán, és részt vett a megsemmisítő keresztény vereséggel végződő 1396-os nikápolyi csatában. A lovagokat Philibert de Naillac, Auvergne perjele vezette, akit mire 1397-ben hazatért, a rend megválasztott az időközben elhunyt Heredia utódjának.
Nikápoly után a görögök katasztrofális helyzetbe kerültek. A Korinthoszi-öböltől északra fekvő területek túlnyomó többségét az Oszmán Birodalom ellenőrizte, és miután a velenceiek nem voltak hajlandók megvédeni a Peloponnészoszra vezető Korinthoszi-földszorost, a törökök 1397 áprilisában benyomultak a félszigetre. Június 3-án elfoglalták Argoszt. Ezután feldúlták a környező területet, majd visszavonultak. 1397 második felében a johanniták elfoglalták a földszorost, hogy megakadályozzanak egy újabb inváziót. A következő években a rend megszerzett több fontos települést a félszigeten, és folyamatosan kereste a szövetségeseket a Peloponnészosz megvédéséhez.

## A 15. század első fele
1402 júliusában Timur Lenk megverte az oszmánokat az ankarai csatában, és Szmirna ellen fordult. A városban kétszáz lovag volt az aragoni Íñigo de Alfaro parancsnoksága alatt. A rend erősítést küldött a városba. Decemberben a perzsák elfoglalták a várost, a keresztények közül sokat lemészároltak, de a johanniták egy részének sikerült hajóval elmenekülnie. Timur Lenk előrenyomulása egy időre megakasztotta az oszmán terjeszkedést, de véget vetett a johanniták jelenlétének is a szárazföldi görög területeken.

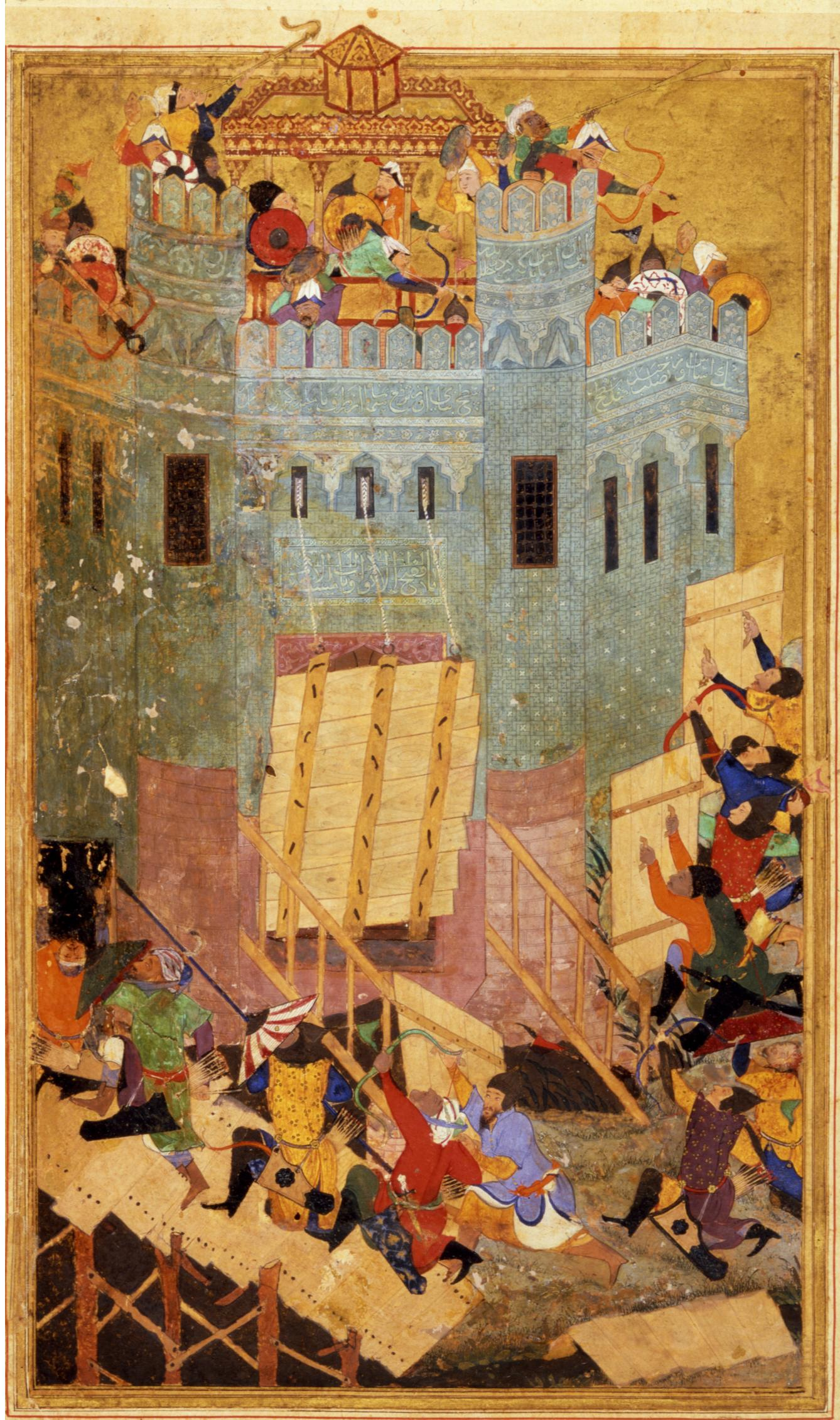
Szmirna 1402-es ostromának korabeli perzsa ábrázolása

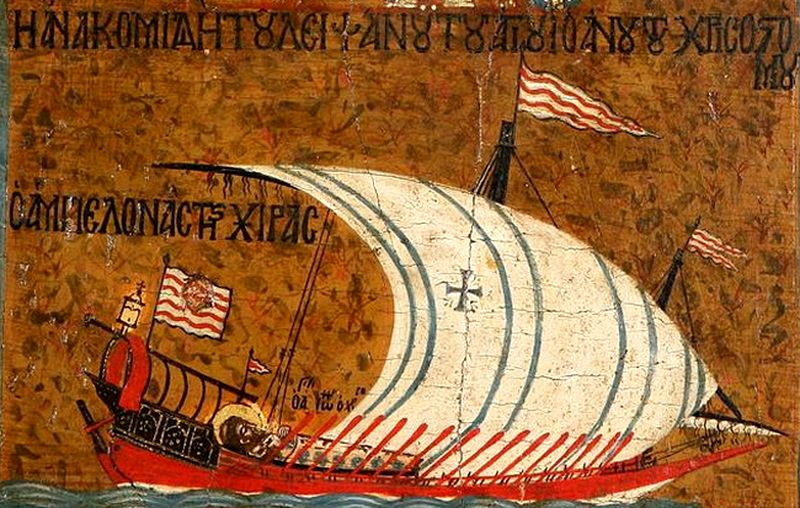
Johannita gálya

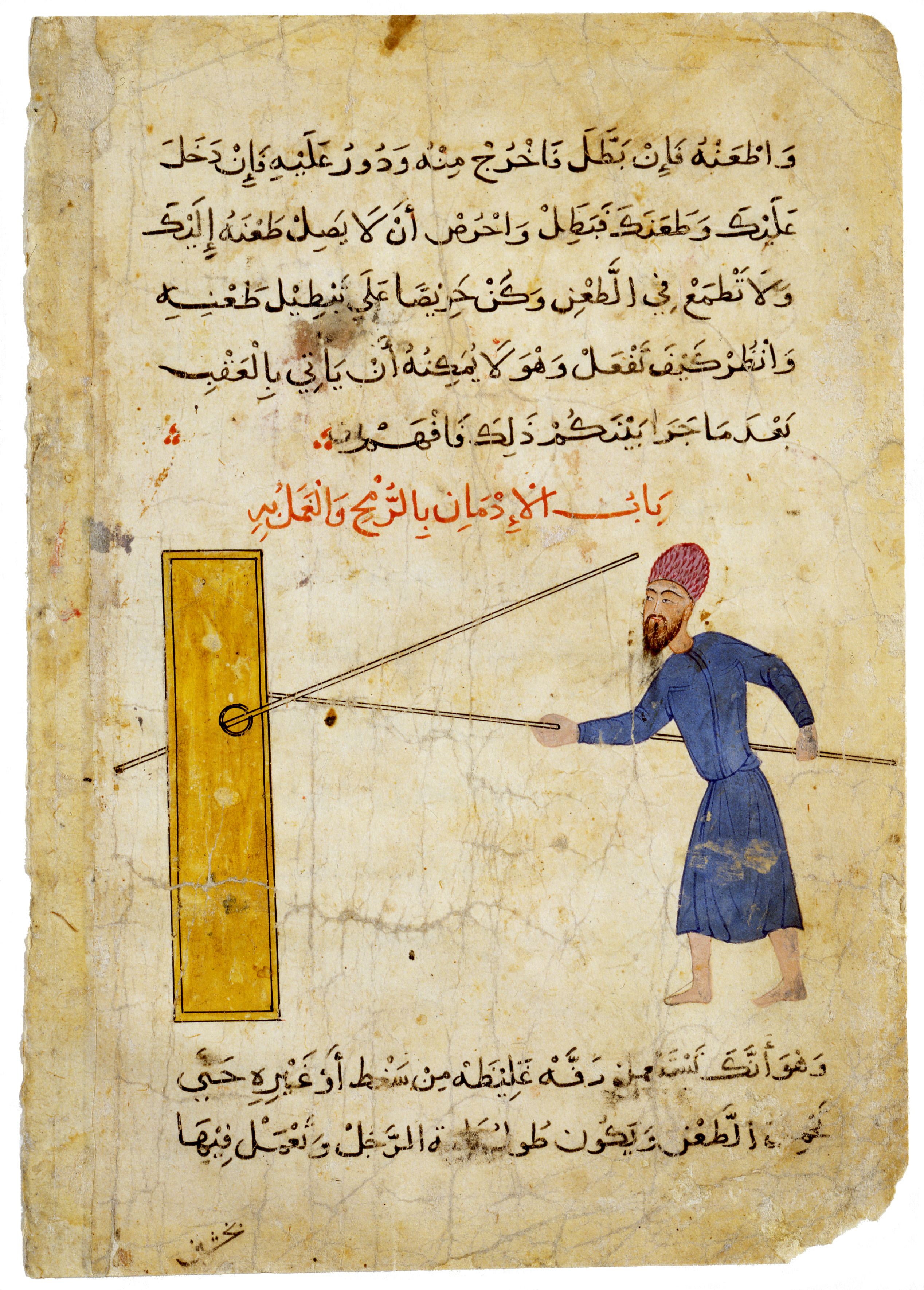
Mamlúk lándzsás kiképzése

1403-ban a rend megállapodást kötött a Mamlúk Szultánsággal arról, hogy Jeruzsálemben, Ramlában és Damiettában konzult állomásoztasson,  valamint kórházat és néhány szentélyt működtessen Jeruzsálemben és környékén. Kiújultak viszont a harcok a Peloponnészoszon, ahol a különböző keresztény államok támadtak egymásra. Június 7-én Antonio Acciaioli, Athén hercege és török szövetségese megtámadta a rendet Korintosznál. Egy évvel később a rend kiürítette a várost, és elhagyta a félszigetet.
A Nikápolynál és a görög területeken elszenvedett vereségek és kudarcok miatt az ispotályosok felülvizsgálták az utóbbi éveket jellemző aktív beavatkozási politikájukat, és visszatértek korábbi koncepciójukhoz, amely a védekezésre koncentrált. A keresztények nem tudták kihasználni az Oszmán Birodalom meggyengülését, és nem indítottak közös ellentámadást, Velence pedig továbbra is ellenséges maradt a renddel. 1409 februárjában Naillac Európába hajózott, és fontos alakja lett V. Sándor ellenpápa megválasztásának Pisában. Emiatt XII. Gergely pápánál kegyvesztett lett. Naillac Európában maradt, és azon dolgozott, hogy megszüntesse a renden belüli „eretnekséget”. 1410-ben az Aix-en-Provence-ban összeülő nagykáptalan, hét évvel a pápai viszály befejeződése előtt, elsimította a renden belüli hitvitát. 1412-ben Gergely utóda, XXIII. János pápa megkezdte a rend birtokainak eladását, köztük a ciprusit, de a johanniták Rodosz kiürítésével fenyegették meg.
Szmirna lerombolása után a rend nagyszabású erődítési munkálatokba kezdett a városban, de I. Mehmed oszmán szultán ismét lerombolta a falakat. 1408 körül a lovagok megkezdték Bodrumban a Szent Péter-erőd építését a német lovag, Heinrich Schlegelholt irányításával. Rodoszban is építkezések indultak, ebben az időben épült fel a kereskedelmi kikötő bejáratát őrző egyik torony. Megerősítették a sziget más településeinek – Lindosz, Polakia, Cattavia – erődítményeit is, ahol a lakosság menedéket találhatott egy esetleges török támadás idején. Hasonló munkálatok folytak az ellenőrzésük alatt álló közeli szigeteken, Koszon, Castellorizzón.
A latin keresztény területek jelentős csökkenésével párhuzamosan felértékelődött Rodosz. Egyre több kereskedő, elsősorban a környéken birtok nélküli firenzeiek és katalánok, használták bázisként. Eközben a rend összetétele is megváltozott, és jelentősen csökkent a francia nyelv tagjainak aránya. A folyamatosan pénzhiánnyal küzdő lovagok az 1410-es években csökkentették harci tevékenységüket. Helyette Rodosz a muzulmánok és keresztény kereskedők elleni kalóztámadások kiindulópontja lett. A támadások miatt a rend gyakran keveredett vitába a velenceiekkel és a genovaiakkal. A keresztény államok eltérő érdekei, a johanniták korrupciós ügyei miatt a lovagok nem tudtak megfelelő szövetséget kialakítani, amely garantálta volna a sziget megvédését egy esetleges oszmán támadás ellen. A rend ebben az ügyben csak magára számíthatott.
Az ispotályosok a pápa alárendeltjei voltak, de bizonyos kérdésekben nagy önállósággal bírtak. Rodoszon önállóan hoztak törvényeket, verettek pénzt, illetve küldtek követeket a különböző uralkodókhoz. A nagymester rodoszi hatalmát nem korlátozta semmi.
A század első két évtizede nagyobb összecsapás nélkül telt el. A Mamlúk Szultánsággal kötött 1403-as béke még érvényben volt, az Oszmán Birodalom előrenyomulását pedig visszavetette az ankarai vereség. A rend első számú ellenfelei hosszú ideig az anatóliai partok kikötőiből kihajózó muzulmán kalózok voltak. 1421-ben meghalt Naillac, akit Antoni de Fluvià követett a nagymesteri poszton. Ekkorra már az oszmánok ismét megerősödtek. 1426-ban a Szmirnai, a Milétoszi és a Pamfüliai bejség elvesztette önállóságát, így az oszmánok vették át a hatalmat a Kosszal, Rodosszal szembeni partokon és Bodrum erődje körül. Ugyanebben az évben a mamlúkok Ciprust támadták meg, és elpusztították a johannita parancsnokságot. A rend 1428-ben újabb békeszerződést kötött a szultánnal.

### Mamlúk támadások
A Rodoszról induló kalózok támadásai súlyos károkat okoztak a mamlúk birodalomnak. Az-Záhir Csakmak egyiptomi szultán ezért elhatározta, hogy véget vet a lovagok tevékenységének. Először 1440-ben indított egy kisebb flottát a sziget ellen. Az ütközetben a támadók 12 hajót vesztettek. A rend oldalán avatkozott be a burgundiai Geoffroy de Thoisy lovag négy hadihajója is.
A szultán 1443-ban nagyobb flottával hajózott ki Damiettából. Bejrút, Tripolisz, Lárnaka, Lemeszósz és Adabia érintésével közelítették meg Rodoszt, összegyűjtve az alávetett városok katonáit. Először Castellorizzót foglalták el, hogy a lovagok ne tudják hátba támadni őket és kiiktassák a johanniták jelzőrendszerét, amely füst- és fényjelekkel tudatta a Rodosztól délre történő eseményeket a lovagokkal. Mivel a mamelukok túl sok időt vesztegettek el, visszahajóztak Damiettába.
1444 tavaszán a mameluk flotta ismét kifutott. A had negyven hadihajóból és több szállítóhajóból, valamint mintegy ezer katonából állt. A muzulmánok augusztus 10-én partra szálltak a szigeten, és megkezdték a vidék elpusztítását, majd Rodosz város ostromát. A johanniták kitörtek az erődből, és az időközben megérkező burgundiakkal megsemmisítő vereséget mértek a szervezetlenül harcoló mamelukokra. 1446-ban a felek ismét békét kötöttek.

## Konstantinápoly eleste
1453. április 6-án az alig több mint két éve uralkodó II. Mehmed oszmán szultán megkezdte Konstantinápoly ostromát. A hónap végére elesett a város, amelynek híre július 6-án érkezett meg a szigetre. 
A város és a Bizánci Birodalom bukása egyértelművé tette, hogy alapvetően fognak megváltozni a viszonyok a Földközi-tenger keleti medencéjében, amelyet egyértelműen a keresztények uraltak a 11. és a 15. század között. Mehmed ambíciói ugyanis hatalmasak voltakː azt akarta, hogy a világon „egy birodalom, egy hit és egy hatalom” legyen.

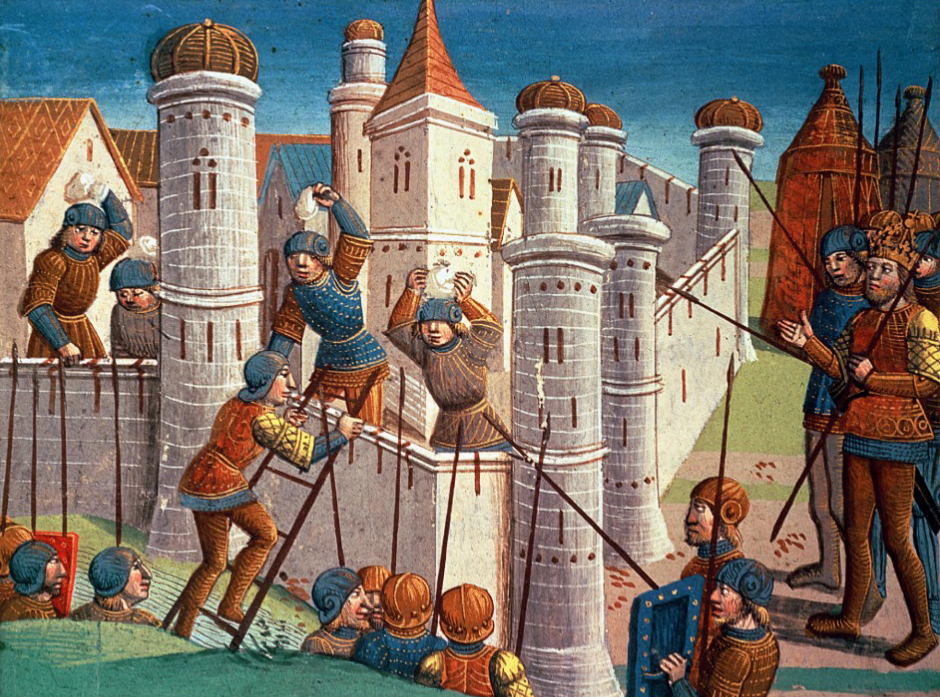
Konstantinápoly ostroma

Magát két tenger (Földközi-tenger és Fekete-tenger) urának tekintette. Terjeszkedésének útjában álltak viszont a görög partvidék és az égei-tengeri szigetvilág keresztény miniállamai, Velence és Genova gyarmatai, a Ciprusi Királyság, valamint Rodosz, amelyek a nyugatot a Szentfölddel összekötötték. Ezek a területek mind kiszolgáltatottá váltak Konstantinápoly bukásával.
A rend tisztában volt azzal, hogy a támadás elkerülhetetlen, csak az időpont volt kérdéses. Az egymást követő nagymesterek ezért egyszerre harcoltak az adóssággal és az idővel. Különböző eréllyel és váltakozó eredménnyel próbáltak pénzt kisajtolni a nyugati perjelségekből, az európai uralkodóktól és a pápától, valamint próbáltak lovagokat „csábítani” a szigetre, hogy legyen, aki megvédi egy támadás idején. 1454-ben II. Mehmed felszólította Rodoszt, hogy Leszboszhoz és Híoszhoz hasonlóan fizessen évi kétezer dukát adót. Ezt a rend visszautasította. A szultán ezután több támadást indított a johannita érdekeltségek ellenː 1455-ben Szími, Kosz és Niszirosz, valamint a rodoszi Archangelos volt a célpont, 1456-ban pedig elesett Híosz. Ebben az évben nagy éhezés volt Rodoszon, és a pestis is pusztított.
1458-ban meghalt II. János ciprusi király, örököse Sarolta volt. János törvényen kívüli gyereke, Jakab nicosiai érsek úgy döntött, hogy megszerzi a trónt. Egyiptomban felvette a muzulmán vallást, és Al-Asraf Ínál szultán csapataival 1460. augusztus 18-án partra szállt Cipruson. Sarolta Rodoszra menekült, a támadók pedig megostromolták Girne várát, amelyet Savoyai Lajos és az ispotályosok védtek. Nem sikerült megóvniuk Sarolta örökségét, és 1473-ig Jakab uralkodott.
1460-ban a velenceiek feldúlták Rodosz egy részét, válaszul arra, hogy a johanniták lefoglalták a gályáikat. Négy évvel később egy hasonló incidens miatt a köztársaság flottája elrettentő felvonulást tartott Rodosz előtt. 1462-ben a rend és az Oszmán Birodalom megújította békeszerződését. A lovagok ismét visszautasították, hogy adót fizessenek, helyette inkább „ajándékot” adtak jó szándékukat jelezve a szultánnak. Mivel az ispotályosok kifogytak a pénzből, Piero Raimondo Zacosta nagymester kétszázalékos adót vezetett be az importárukra. Ez volt a láncadó, vagyis az adó, amelyet a kikötő bejáratát őrző lánc leeresztéséért kellett fizetni. A rend folytatta az erődítési munkálatokatː 1464-ben elkészült a haditengerészeti kikötőt védő Szent Miklós-torony, amely az 1480-as ostromban kiemelkedően fontosságú szerepet játszik majd.
1470-ben két johannita gálya vett részt a Negroponte felszabadítására induló flottában. A hajóhad kapitánya nem merte megtámadni a törököket, ezért a város elesett. 1472-ben az ispotályosok részt vettek Szmirna elpusztításában, majd a tőle délre eső kikötők kirablásában. 1476-ban Pierre d’Aubusson lett a nagymester, aki felgyorsította az erődítmények építését és erős kézzel fellépett a korrupt nyugati perjelségek ellen. 1479. december 4-én egy kisebb török csapat partra szállt Rodoszon, és kifosztottak néhány falut.

## Az 1480-as török ostrom
II. Mehmed oszmán szultán flottája 1480. május 23-án horgonyzott le Rodosz előtt. Serege 10-15 ezer embert számlált, parancsnokuk Meszih pasa volt. A török sereget nagyjából hatszáz johannita várta Rodoszon, akik 1500-2000 fegyveresre, ott rekedt zarándokra, valamint a helyi lakosokra számíthattak. Összességében mintegy 3500-an lehettek Rodosz védői. A pasa tüzérsége megkezdte a városfalak omlasztását. Első számú célpontjuk a johannita hajók kikötőjének bejáratát őrző Szent Miklós-torony volt, amely egy móló végén állt. Tíz nap alatt az óriási bronzágyúk rommá lőtték az erődöt, és a török a tenger felől megtámadták. A harcban több száz török halt meg. Az ostrom folyamán a torony több hasonló rohamot élt túl.

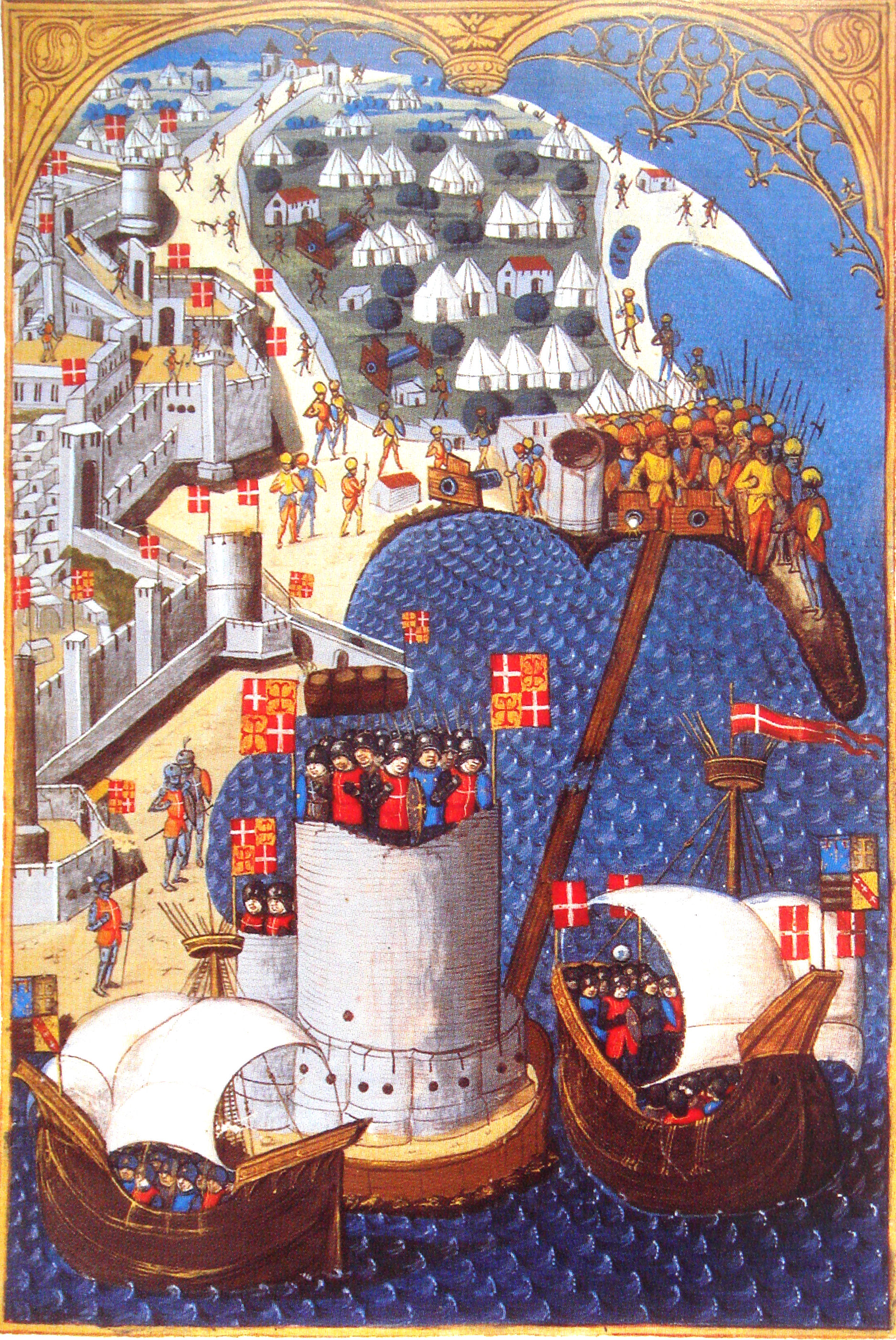
Az ostrom korabeli ábrázolása

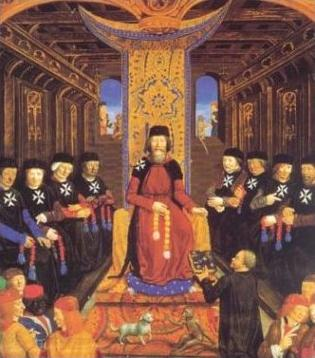
Pierre d’Aubusson nagymester és lovagjai, ruhájukon a rodoszi kereszttel

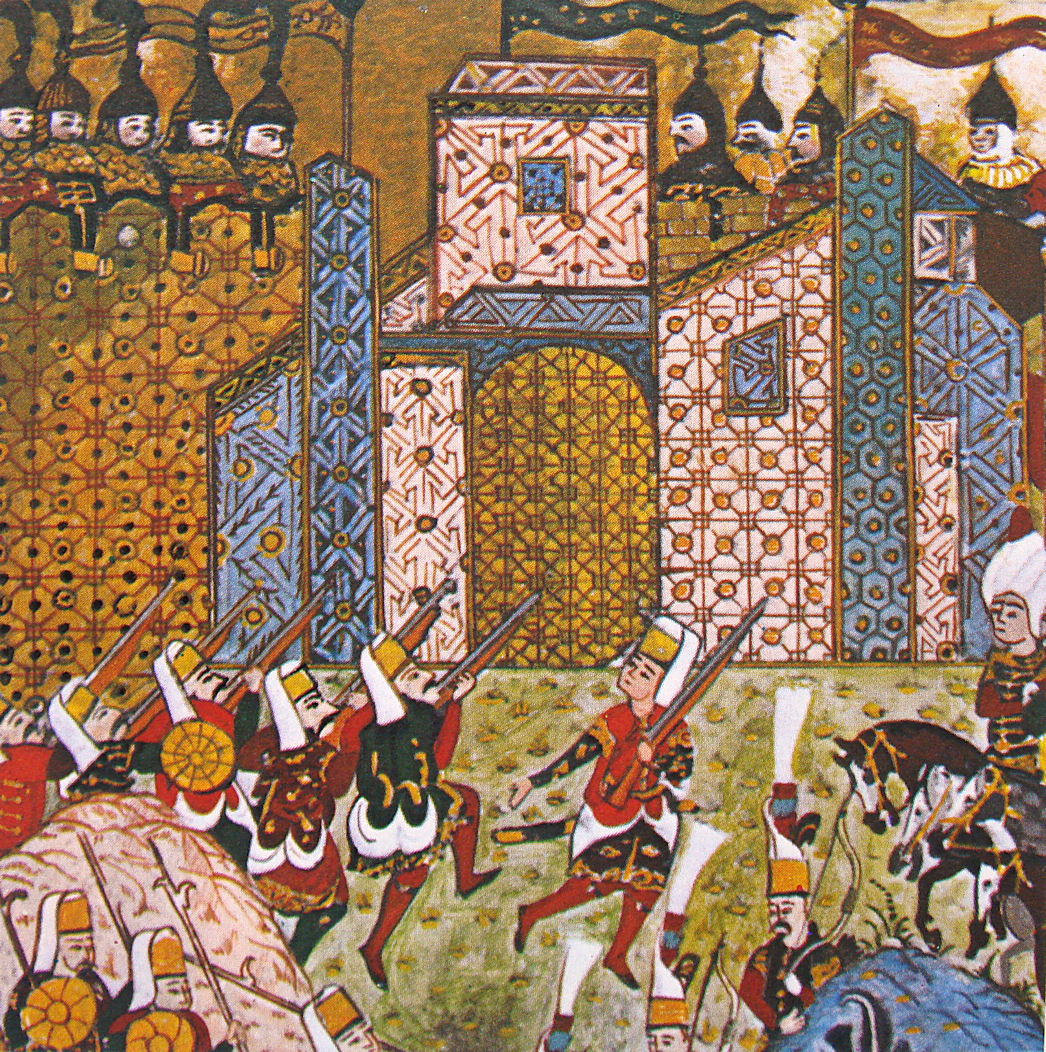
Az ostrom korabeli ábrázolása

A pasa ezután a zsidó negyedet őrző öreg falakra koncentrált, és ötheti ágyúzással szinte teljesen elpusztította azokat. A védők a fal mögött mély árkot ástak, mögötte pedig újabb falat emeltek. Június 28-án hajnalban a török gyalogosok megrohanták a falakat. Áttörtek a várfalon, de a mögötte emelt sánccal már nem boldogultak. A pusztító öldöklésben súlyosan megsebesült a nagymester is. Végül a törökök megfutamodtak, és a várból kitörő védők a sátraikig kergették őket.
1481. április 27-én meghalt II. Mehemed oszmán szultán. Fiai, Bajazid és Dzsem között utódlási harc tört ki, amelynek végén Dzsem Rodoszra menekült. 1482. augusztus 22-én előzetes békemegállapodást írt alá az ottomán Birodalom nevében d'Aubussonnal.  December 2-án a rend és II. Bajazid békét kötött, és a johanniták vállalták, hogy évi 35 ezer dukátért túszként Európában tartják Dzsemet, és nem adják át egyik uralkodónak sem, hogy eszközként használja fel a törökök ellen. II. Bajazid követe 1484. április 20-án átadta az ispotályosoknak a rend védőszentje, Keresztelő János kézereklyéjét. 1489-ben a rend végül átadta Dzsemet VIII. Ince pápának, és ezért az egyházfő bíborosnak nevezte ki D'Aubussont, aki folytatta a sziget erődítményeinek felújítását, korszerűsítését.
1495-ben Dzsem herceg meghalt, így véget ért a másfél évtizedes békeidőszak. A lovagok pénzügyi helyzete továbbra is katasztrofális volt. A rend 1496. március 1-jén szicíliai toborzó akcióra küldte Paolo di Saloma messinai lovagot, hogy gyűjtsön felfegyverzett hajókat, amelyek a török kereskedőket zaklatnák. Az évszázad utolsó éveiben megnövekedett a török kalózok aktivitása is a térségben. 1498-ban a rend és a szultán megerősítette békeszerződését. II. Bajazid nem támadta meg Rodoszt, helyette a Velencei Köztársaságot és az Adriát tekintette célpontnak. 1499-ben elhódította Lepantót.

## Az utolsó két évtized
1502-ben a rend gályái részt vettek a lefkádai Santa Maura-erődítmény elleni keresztény akcióban. Augusztus 29-én a vár elesett, és a rend sok török kalózt fogott el, akiket vagy kivégeztek, vagy a rodoszi sáncárok építésére rendeltek. 1503-ban a velenceiek békét kötöttek a törökökkel. Augusztusban a rend három gályája – Petronilla, Victoriosa és Catherineta – nyolc török hajót elsüllyesztett, kettőt elfoglalt. Az egyik johannita gálya leégett. 1506 és 1510 között a rend gályái számos egyiptomi hajót süllyesztettek el, illetve foglaltak el. 1507-ben elfoglalták a kor legnagyobbnak mondott vízi járművét, egy kereskedelmi hajót, amelyet hadihajóvá alakítottak át. Santa Mariának nevezték el, és számos part menti portyában vett részt, mások mellett a leendő nagymester, Philippe de Villiers de L’Isle-Adam parancsnoksága alatt. 1510. augusztus 23-án a johanniták lecsaptak egy egyiptomi hajókaravánra, 11 szállítóhajót és négy gályát elfoglaltak, a többit felgyújtották.
1512. május 26-án meghalt II. Bajazid, utódja I. Szelim lett. Ugyanebben az évben elhunyt Emery d’Amboise. Utódjának Guy de Blanchefort-t választották, aki nem jutott el Rodoszra, mert meghalt az oda vezető úton. A lovagok Fabrizio del Carrettót választották meg nagymesternek. Szelim megszabadult testvéreitől, majd 1514-ben megkezdte a perzsák elleni hadjáratát. A szultán 1517-ben a mamlúk sereget is legyőzte, és Egyiptomot birodalmához csatolta. 1520-ban I. Szulejmán szultán, 1521. január 22-én pedig Philippe de Villiers de L’Isle-Adam nagymester lett.
L’Isle-Adam még megválasztása előtt európai utat tett, hogy segítséget kérjen az uralkodóktól, de a kontinenst éppen I. Ferenc francia király és V. Károly német-római császár vitája osztotta meg. A nagymester főleg ígéreteket kapott, és az instabil politikai helyzet miatt a perjelségektől sem számíthatott komolyabb támogatásra. A Velencei Köztársaság mint a térség legerősebb európai hatalma talán segíthetett volna, de nem akarta a törökökkel kiépített kereskedelmi kapcsolatait veszélyeztetni.

### Az utolsó ostrom
1522. június 24-én megérkezett Rodoszhoz a szultán négyszáz hajója. A sziget védői körülbelül 7500-an voltak. Június 28-án megkezdődött az ostrom. A török ágyúk módszeresen rombolták a falakat, míg az utászok árkokkal próbálták elérni ugyanezt. A védők ellenárkai egészen szeptember 4-éig sikerrel akadályozták ezt, de akkor a törökök berobbantották az angol nyelv által védett fal jelentős részét. A beözönlő támadókat a védők visszaverték; a törökök ebben az egy rohamban kétezer embert vesztettek.
Ugyanezen a helyen újabb rohamot indítottak a törökök, ekkor háromezer esett el közülük. Szeptember 13-án a itáliai nyelv által védett falak ellen indult sikertelen támadás. A szeptember 17-ei, mindkét oldalon hatalmas véráldozatot követelő támadás után, szeptember 24-én általános rohamot indítottak a törökök, de nem sikerült elfoglalniuk a várost. A védők hiába várták az európai segítséget, az nem jött.
Az ostrom váltakozó intenzitással egész ősszel folyt. Novemberben a szultán megadásra szólította fel a lovagokat, de elutasításra talált. December elején, a kilátástalan helyzet miatt, már a rend kezdeményezett tárgyalást a szultánnal, aki megígérte, hogy megkíméli a lovagok és a lakosok életét, tulajdonát. Mivel a lovagok nem válaszoltak időben, december 17-én Szulejmán ismét rohamot rendelt el, amely áttörést hozott. Másnap a rend megadta magát, a megállapodást december 20-án írták alá. A lovagok 12 napot kaptak a sziget elhagyására. 1523. január 1-jén a nagymester a Santa Maria gályán elhagyta Rodoszt, és ezzel véget ért a rend kétszáz éves uralma.

## Málta
1523 és 1530 között a lovagoknak nem volt állandó otthonuk. Először a pápához, VII. Kelemenhez fordultak, aki maga is a rend tagja volt, de ő óvakodott attól, hogy kihívja I. Ferenc francia király, vagy V. Károly német-római császár, egyben I. Károly néven spanyol király rosszallását, ha beleegyezésük nélkül adományoz területet a lovagoknak.
A rend szerencséjére V. Károly jó lehetőséget látott a lovagok letelepítésében, és felajánlotta nekik Málta, valamint Gozo szigetét. A lovagok „bérleti díja” évi egy sólyom volt, amelyet a szicíliai spanyol alkirálynak kellett küldeniük, illetve mindenszentek napján ünnepélyes misét kellett tartaniuk. A császár elvárta a lovagoktól, hogy létesítsenek helyőrséget az észak-afrikai partokon fekvő Tripoliban, amelyet az Oszmán Birodalom szövetségesei, a berber kalózok tartottak ellenőrzésük alatt. Az uralkodó kikötötte azt is, hogy a rendnek semlegesnek kell maradnia az európai hatalmak vetélkedésében.
A szigetre 1530. október 6-án érkezett meg követőivel Philippe de Villiers de L’Isle-Adam nagymester. A termékeny Rodosz után Málta elkeserítően kietlen és terméketlen volt, híján az édesvíznek, a termőföldnek és a fáknak. 1565. május 18-án I. Szulejmán serege megkezdte az ostromot, de Rodosszal ellentétben, nem sikerült megtörnie az ellenállást. A törökök 25-30 ezer katonát vesztettek a sikertelen támadások során.